# Nettop
El término Nettop (o más popularmente conocidos como MiniPCs) identifica a los ordenadores de escritorio de bajo costo, bajo consumo y reducidas dimensiones. La denominación proviene de combinar las palabras en inglés netbook (ordenador portátil) y desktop computer  (ordenador de sobremesa). Están orientados a la navegación y la ofimática, por lo que sus prestaciones son muy reducidas, aunque suficientes para estas funciones. También suelen usarse como centros multimedia, conectados por ejemplo a un televisor. Frente al portátil tiene la ventaja de que tiene mayor posibilidad de actualizar el hardware.
Suelen tener Componentes de portátil como el Procesador la memoria RAM la refrigeración, y por ejemplo placas base dedicadas, pero tiene que usar periféricos normales de escritorio como teclado, ratón, y monitor.
Actualmente se puede usar para diferentes cosas según los componentes que lleve desde tareas básicas como navegación y la ofimática, hasta en casos de MiniPCs especialmente hechos para ello, jugar o dedicarse a tareas profesionales como la programación o el renderizado de video.